# Чемпионат мира по трековым велогонкам 2017
Чемпионат мира по трековым велогонкам 2017 года года прошёл в Гонконге с 12 по 16 апреля под эгидой UCI. Последней чемпионат, проходивший в Азии, приходится на 1990 год — чемпионат мира в японском городе Маэбаси.
Победу в общекомандном зачёте одержала сборная Австралии, завоевавшая 3 золотых, 5 серебряных и 3 бронзовых награды. Также по 3 золотые медали выиграли спортсмены Франции и России. Победители прошлого мирового первенства сборная Великобритании завоевала сразу на 3 золотые медали меньше, чем в прошлом году, во многом это было связано с отсутствием на чемпионате лидеров сборной Джейсона и Лоры Кенни.
Сразу четыре спортсмена (Бенжамен Тома, Кристина Фогель, Дарья Шмелёва и Хлои Дигерт) по итогам мирового первенства смогли завоевать по две золотые медали, при этом на счету немецкой велогонщицы есть ещё и бронза в командном спринте.

## Медали

### Общий зачёт
(Жирным выделено самое большое количество медалей в своей категории; принимающая страна также выделена)
| Общее количество медалей | Общее количество медалей | Общее количество медалей | Общее количество медалей | Общее количество медалей | Общее количество медалей |
| Место                    | Страна                   | Золото                   | Серебро                  | Бронза                   | Всего                    |
| ------------------------ | ------------------------ | ------------------------ | ------------------------ | ------------------------ | ------------------------ |
| 1                        | Австралия                | 3                        | 5                        | 3                        | 11                       |
| 2                        | Франция                  | 3                        | 1                        | 1                        | 5                        |
| 3                        | Россия                   | 3                        | 0                        | 1                        | 4                        |
| 4                        | Великобритания           | 2                        | 2                        | 1                        | 5                        |
| 4                        | Германия                 | 2                        | 2                        | 1                        | 5                        |
| 6                        | США                      | 2                        | 1                        | 1                        | 4                        |
| 7                        | Новая Зеландия           | 1                        | 2                        | 2                        | 5                        |
| 8                        | Бельгия                  | 1                        | 1                        | 3                        | 5                        |
| 9                        | Италия                   | 1                        | 1                        | 1                        | 3                        |
| 10                       | Польша                   | 1                        | 0                        | 1                        | 2                        |
| 11                       | Малайзия                 | 1                        | 0                        | 0                        | 1                        |
| 12                       | Нидерланды               | 0                        | 3                        | 1                        | 4                        |
| 13                       | Колумбия                 | 0                        | 2                        | 0                        | 2                        |
| 14                       | Чехия                    | 0                        | 1                        | 1                        | 2                        |
| 15                       | Гонконг                  | 0                        | 0                        | 1                        | 1                        |
| 15                       | Испания                  | 0                        | 0                        | 1                        | 1                        |
| Всего                    | Всего                    | 20                       | 21                       | 19                       | 60                       |

### Медалисты

#### Мужчины
| Дисциплина                                   | Золото | Золото   | Серебро                                                                                           | Серебро  | Бронза                                                                                          | Бронза   |
| -------------------------------------------- | --- | -------- | ------------------------------------------------------------------------------------------------- | -------- | ----------------------------------------------------------------------------------------------- | -------- |
| Спринт подробнее                             | Денис Дмитриев Россия                                                                                     |          | Харри Лаврейсен Нидерланды                                                                        |          | Итан Митчелл Новая Зеландия                                                                     |          |
| Командный спринт подробнее                   | Новая Зеландия · Итан Митчелл · Сэм Уэбстер · Эдди Доукинс                                                | 44,049   | Нидерланды · Джеффри Хогланд · Харри Лаврейсен · Маттейс Бюхли · Тео Бос · Нильс ван ’т Хундердал | 44,382   | Франция · Бенжамен Эделин · Себастьян Вижье · Кентен Лафарг · Франсуа Первис                    | 43,536   |
| Гит на 1 км подробнее                        | Франсуа Первис Франция                                                                                    | 1:00,714 | Томаш Бабек Чехия                                                                                 | 1:01,048 | —                                                                                               |          |
| Гит на 1 км подробнее                        | Франсуа Первис Франция                                                                                    | 1:00,714 | Кентен Лафарг Франция                                                                             | 1:01,048 | —                                                                                               |          |
| Индивидуальная гонка преследования подробнее | Джордан Керби Австралия                                                                                   | 4:17,068 | Филиппо Ганна Италия                                                                              | 4:21,299 | Келланд О’Брайен Австралия                                                                      | 4:16,909 |
| Командная гонка преследования подробнее      | Австралия · Сэм Уэлсфорд · Кэмерон Мейер · Александер Портер · Ник Яллурис · Келланд О’Брайен · Роан Уайт | 3:51,503 | Новая Зеландия · Реган Гоф · Питер Пуллинг · Дилан Кеннетт · Николас Кергозу                      | 3:53,979 | Италия · Симоне Консонни · Лиам Бертаццо · Филиппо Ганна · Франческо Ламон · Микеле Скартеццини | 3:56,935 |
| Кейрин подробнее                             | Азизульхасни Аванг Малайзия                                                                               |          | Фабиан Пуэрта Колумбия                                                                            |          | Томаш Бабек Чехия                                                                               |          |
| Скрэтч подробнее                             | Адриан Теклиньский Польша                                                                                 |          | Лукас Лисс Германия                                                                               |          | Кристофер Лэтэм Великобритания                                                                  |          |
| Гонка по очкам подробнее                     | Кэмерон Мейер Австралия                                                                                   | 76       | Кенни Де Кетеле Бельгия                                                                           | 40       | Войцех Пщоларский Польша                                                                        | 40       |
| Мэдисон подробнее                            | Франция · Морган Кнески · Бенджамин Тома                                                                  | 45       | Австралия · Кэмерон Мейер · Каллум Скотсон                                                        | 41       | Бельгия · Морено Де Паув · Кенни Де Кетеле                                                      | 32       |
| Омниум подробнее                             | Бенджамин Тома Франция                                                                                    | 149      | Аарон Гейт Новая Зеландия                                                                         | 147      | Альберт Торрес Испания                                                                          | 138      |

#### Женщины
| Дисциплина                                   | Золото                                                               | Золото   | Серебро                                                                   | Серебро  | Бронза                                                                                           | Бронза   |
| -------------------------------------------- | -------------------------------------------------------------------- | -------- | ------------------------------------------------------------------------- | -------- | ------------------------------------------------------------------------------------------------ | -------- |
| Спринт подробнее                             | Кристина Фогель Германия                                             |          | Стефани Мортон Австралия                                                  |          | Лэй Вайси Гонконг                                                                                |          |
| Командный спринт подробнее                   | Россия · Дарья Шмелёва · Анастасия Войнова                           | 32,520   | Австралия · Каарле Маккаллох · Стефани Мортон                             | 32,649   | Германия · Мириам Вельте · Кристина Фогель                                                       | 32,609   |
| Гит на 500 м подробнее                       | Дарья Шмелёва Россия                                                 | 33,282   | Мириам Вельте Германия                                                    | 33,382   | Анастасия Войнова Россия                                                                         | 33,454   |
| Индивидуальная гонка преследования подробнее | Хлои Дигерт США                                                      | 3:24,641 | Эшли Анкудинофф Австралия                                                 | 3:31,784 | Келли Кэтлин США                                                                                 | 3:30,365 |
| Командная гонка преследования подробнее      | США · Келли Кэтлин · Хлои Дигерт · Кимберли Гейст · Дженнифер Валент | 4:19,413 | Австралия · Эми Кьюр · Эшли Анкудинофф · Александра Мэнли · Ребекка Вясак | 4:19,830 | Новая Зеландия · Ракель Шит · Рашли Бьюкенен · Кристи Джеймс · Джейми Нильсен · Микаэла Драммонд | 4:21,778 |
| Кейрин подробнее                             | Кристина Фогель Германия                                             |          | Марта Байона Колумбия                                                     |          | Ники Дегренделе Бельгия                                                                          |          |
| Скрэтч подробнее                             | Ракеле Барбьери Италия                                               |          | Элинор Баркер Великобритания                                              |          | Жольен Д’Ор Бельгия                                                                              |          |
| Гонка по очкам подробнее                     | Элинор Баркер Великобритания                                         | 59       | Сара Хаммер США                                                           | 51       | Кирстен Вилд Нидерланды                                                                          | 35       |
| Мэдисон подробнее                            | Бельгия · Лотте Копецки · Жольен Д’Ор                                | 44       | Великобритания · Элинор Баркер · Эмили Нельсон                            | 34       | Австралия · Эми Кьюр · Александра Мэнли                                                          | 25       |
| Омниум подробнее                             | Кэти Арчибальд Великобритания                                        | 123      | Кирстен Вилд Нидерланды                                                   | 115      | Эми Кьюр Австралия                                                                               | 115      |